# Chiesa di San Francesco (Firenze)
La chiesa di San Francesco è un luogo di culto cattolico che si trova in piazza Savonarola a Firenze.
Nell'annesso convento si conserva l'archivio dei conventi dei Padri Minori Osservanti della Provincia toscana.

## Storia
Fu realizzata in stile neogotico nel 1887 dall'architetto Vincenzo Micheli per le monache Carmelitane di Santa Maria Maddalena dei Pazzi, che avevano lasciato il loro convento in Borgo Pinti. Queste ultime si trasferirono poi in via dei Massoni e al loro posto subentrarono nel 1928 i Francescani, che decisero di ampliare la chiesa, secondo il progetto dell'architetto confratello fra' Raffaello Franci.
Il 15 aprile 1930 la chiesa di piazza Savonarola divenne canonicamente parrocchia con decreto Arcivescovile e fu consacrata nel 1932. L'edificio ha subìto un'ultima ristrutturazione nel 1971, quando è stato ampliato con l'apertura di nuovi spazi e ripavimentato.

## Descrizione
L'esterno della chiesa di San Francesco è caratterizzato dalla facciata, a capanna con coronamento triangolare con architetti ciechi pensili. Al centro della facciata, si apre il portale marmoreo, sormontato da una lunetta raffigurante San Francesco riceve le Stimmate  di Quinto Martini e da una ghimberga con, al centro, il busto di un angelo.
L'interno della chiesa è a due navate coperte con capriate lignee a vista. La navata maggiore presenta, sulle pareti laterali, degli archi ogivali ciechi poggianti su paraste con capitelli scolpiti. Sulla parete di destra, si aprono due ordini di monofore, con vetrate policrome moderne a chiusura delle finestre dell'ordine inferiore. La navata termina con l'abside poligonale, ove trova luogo il presbiterio moderno; alle sue spalle, alcune arcate danno accesso al battistero. Ai lati dell'altare, su due cantorie contrapposte, si articola il materiale fonico dell'organo a canne, costruito dalla ditta La Frescobalda nel 1988-89, con 44 registri su due manuali e pedale. In fondo alla navata laterale.

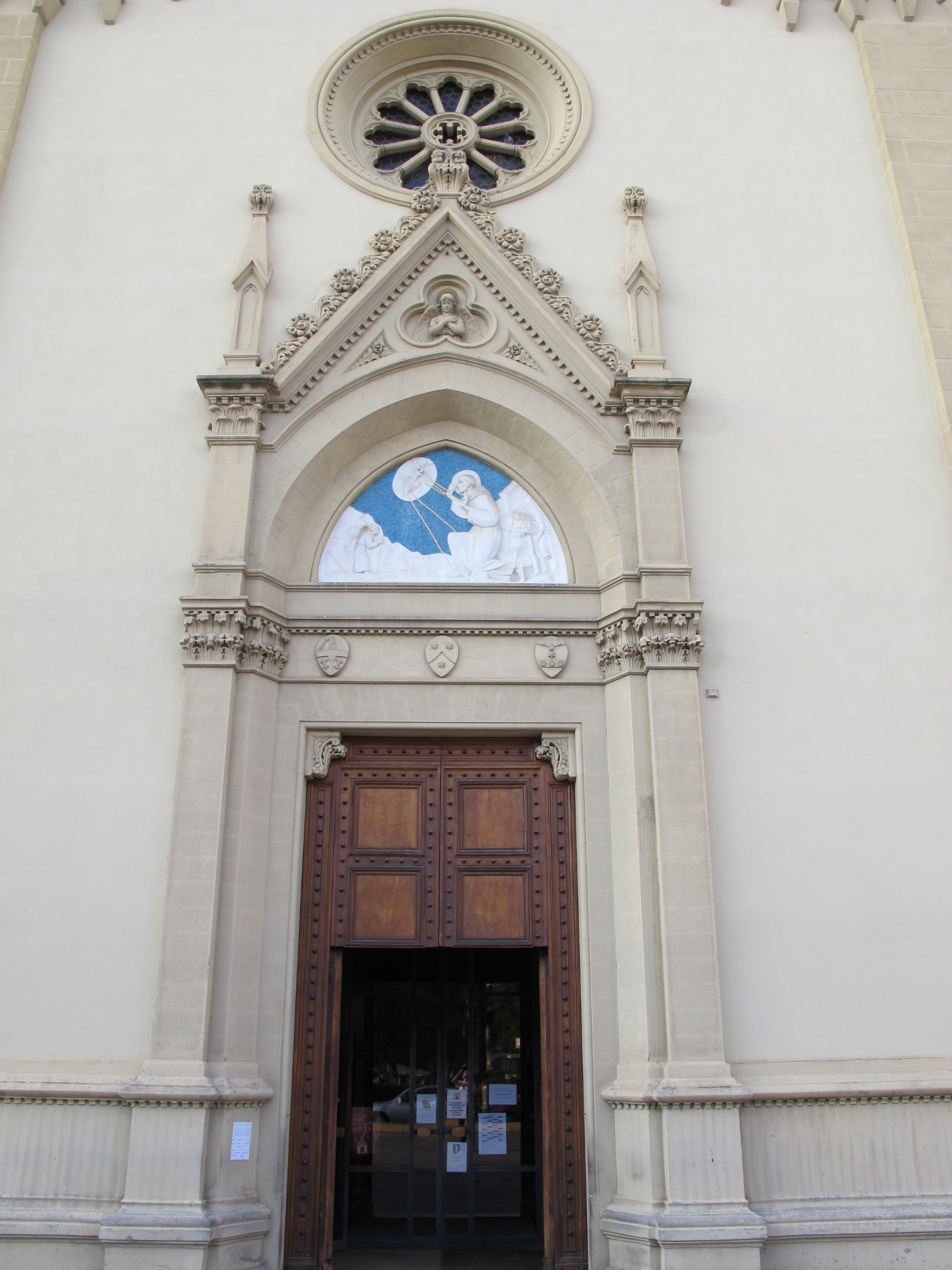
Portale e rosone
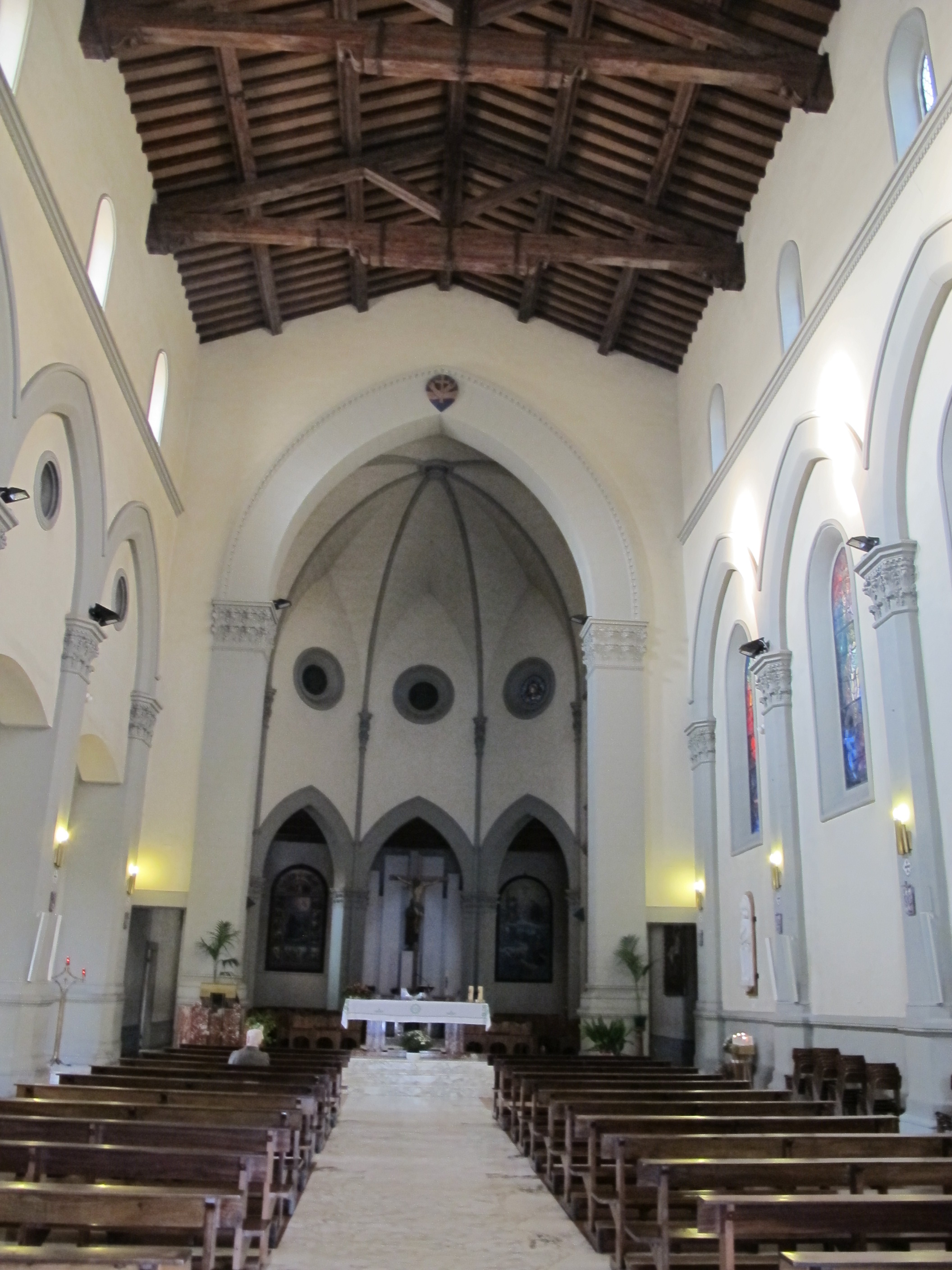
Interno
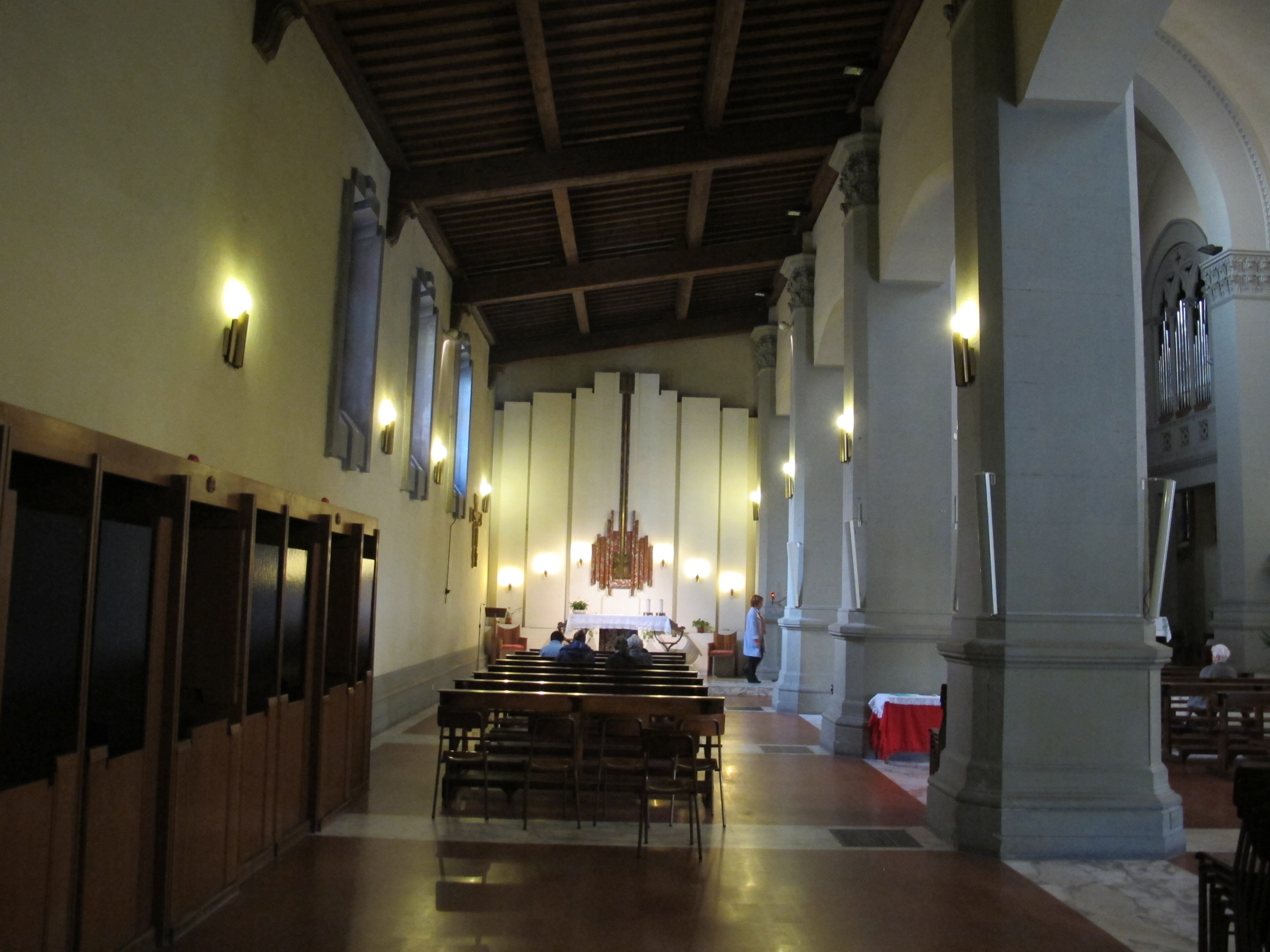
Navata laterale